# Natalia Krakowiak
Natalia Krakowiak (Kołobrzeg, 11 januari 1990) is een Poolse theateractrice en zangeres. Als actrice acteert ze in professionele theaterstukken in Teatr Studio Buffo in Warschau.
- MusicBrainz: 6a73c774-b6ba-4f51-91f6-4332e7a5dbfd
- Virtual International Authority File: 2125151898611624190007